# Gao Lin
Gao Lin (chin. upr. 郜林, pinyin Gào Lín; ur. 14 lutego 1986 w Zhengzhou) – chiński piłkarz występujący na pozycji napastnika. Zawodnik klubu Guangzhou Evergrande.

## Kariera klubowa
Gao jako junior grał w klubach Qinhuangdao Football School oraz Shanghai Shenhua, do którego trafił w 2001. W 2005 został włączony do jego pierwszej drużyny z Chinese Super League. W tych rozgrywkach zadebiutował w sezonie 2004. Rozegrał wówczas 18 ligowych spotkań i zdobył 8 bramek. W 2005 oraz w 2006 wywalczył z zespołem wicemistrzostwo Chin. W 2007 zdobył z nim A3 Champions Cup, a w 2008 ponownie wywalczył wicemistrzostwo Chin.
W 2010 odszedł do Guangzhou Evergrande, również z China League One. W sezonie 2010 został królem strzelców tych rozgrywek, a także awansował z zespołem do Chinese Super League.

## Kariera reprezentacyjna
W reprezentacji Chin Gao zadebiutował 31 lipca 2005 w zremisowanym 1:1 towarzyskim meczu z Koreą Południową. W 2008 wraz z drużyną Chin U-23 wziął udział w Letnich Igrzyskach Olimpijskich, które zakończył z nią na fazie grupowej.
W 2011 został powołany do kadry na Puchar Azji.